# Giacomo Cocco (arcivescovo)
Giacomo Cocco (anche Cauco, Cocho o Coco) (Venezia, 1490 circa – Roma, 1565) è stato un arcivescovo cattolico italiano.

## Biografia

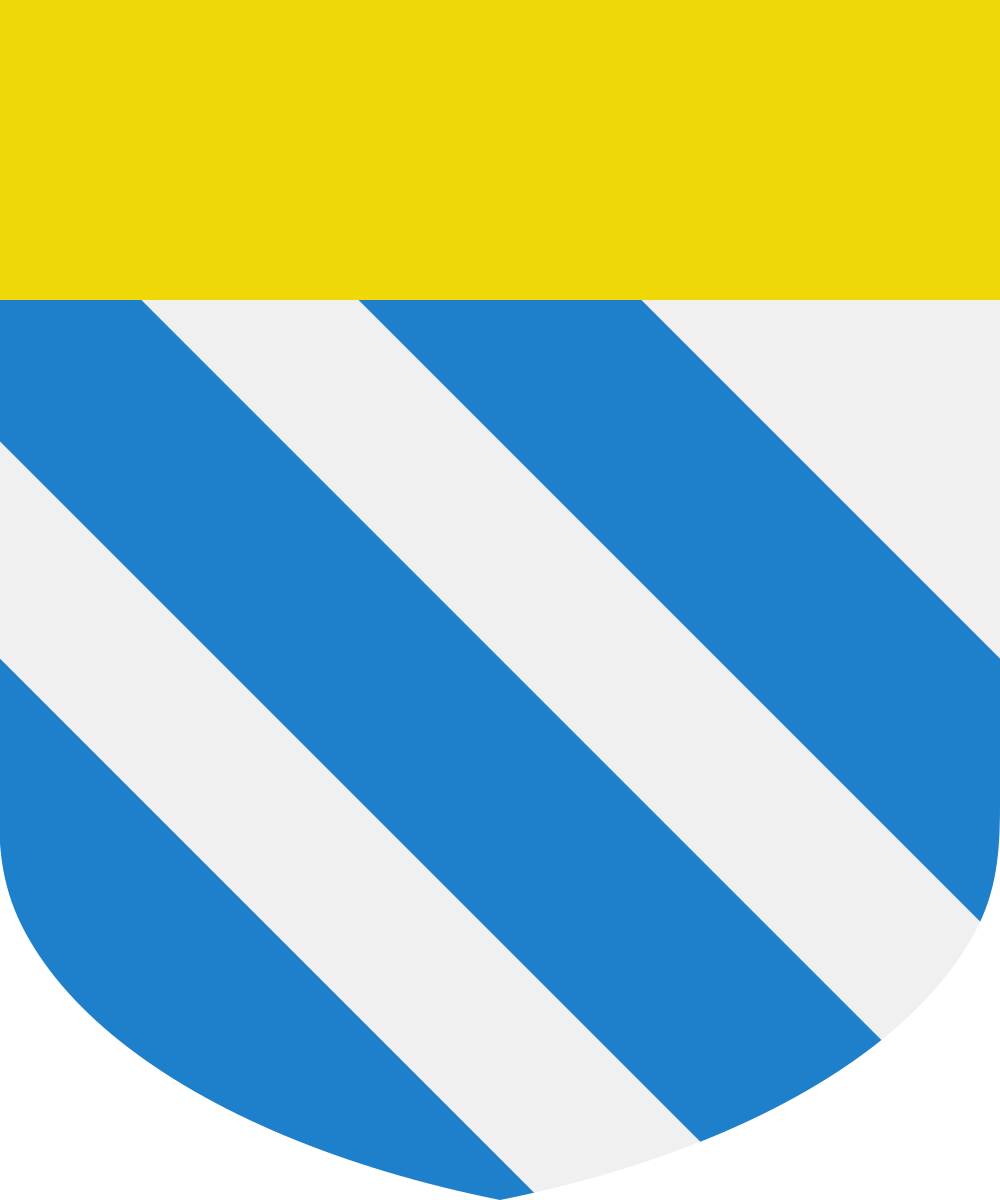
Stemma della famiglia Cocco

Membro di una famiglia nobile veneziana, tra quelle patrizie al momento della serrata del Maggior Consiglio del 1297, Giacomo Cocco nacque a Venezia intorno al 1490 da Antonio Cocco e Cecilia Giustiniani. Fu avviato sin da adolescente alla carriera ecclesiastica, riuscendo ad ottenere già nel 1505 la carica di arciprete con i relativi benefici di Santa Maria di Albaredo nella diocesi di Verona, carica che mantenne per il resto della vita.
Iniziò la carriera nella Curia romana a partire dal 1519, quando si trasferì a Roma, sotto la protezione del cardinale Giulio de' Medici (futuro papa Clemente VII), e fu nominato protonotario apostolico. Si trovava ancora a Roma nell'ottobre 1526, quando la città fu assalita dai Colonna. Dopo tale avvenimento il Cocco chiese al Senato veneto affinché intercedesse, tramite l'ambasciatore a Roma, presso il papa per ottenere un risarcimento per i danni subiti. L'anno successivo il Cocco era ancora a Roma al momento del sacco e riuscì a scappare e rifugiarsi assieme all'ambasciatore veneto Domenico Venier presso la marchesa di Mantova Isabella d'Este.
Il 20 novembre 1528 fu nominato arcivescovo di Corfù da papa Clemente VII, ma si creò una vertenza con il Senato veneto poiché, in base alla tradizionale politica giurisdizionalistica della Repubblica di Venezia, aveva assegnato sin dall'anno precedente la stessa sede al primicerio di San Marco, Girolamo Barbarigo. La disputa si protrasse per cinque anni e il Cocco riuscì a trovare nella stessa Venezia un alleato in Gasparo Contarini, ambasciatore veneto a Roma, che nell'aprile 1530 lo elogiò apertamente in Senato:
(Marin Sanudo, Diarii, vol. 53, Venezia, 1890-1903, col. 126)
Risolta la disputa a favore del Cocco il 12 luglio 1533, l'arcivescovo riuscì nello stesso anno a prendere possesso della diocesi e a compiere l'unica breve visita poiché mai risiedette ed esercitò l'attività ecclesiastica a Corfù, anzi nel 1546 cercò invano di ottenere la diocesi di Ceneda rimasta vacante. Dopo aver fondato a Padova il Collegio Cocco nel 1565, fece ritorno a Roma, dove morì nel corso dello stesso anno.

## Genealogia episcopale
La genealogia episcopale è:
- Cardinale Girolamo Grimaldi
- Arcivescovo Martinho de Portugal
- Arcivescovo Giacomo Cocco